# Гаррод, Дороти
Дороти Энни Элизабет Гаррод (англ. Dorothy Annie Elizabeth Garrod; 5 мая 1892 — 18 декабря 1968) — британский археолог, ставшая первой женщиной, возглавившей кафедру в Оксбридже, во многом благодаря её новаторской научной работе в изучении периода палеолита; С 1938 по 1952 год — диснеевский профессор археологии в Кембриджском университете. Её отцом был сэр Арчибальд Гаррод, врач, учёный биохимик, королевский профессор медицины в Оксфорде.

## Биография
Гаррод была воспитана в доме её родителей в Мелтон, Саффолк, несколькими гувернантками. В 1913 году она поступила в Ньюнхэмский колледж в Кембридже, где была одной из немногих студенток женского пола. Гаррод оставила Ньюнхэм после окончания второго курса и поступила на военную службу, перейдя перед этим в католицизм, в составе волонтёрской Католической женской лиги и занималась организацией полевых кухонь для французских солдат; была демобилизована в 1919 году. К этому времени она потеряла на фронтах Первой мировой войны двух своих братьев, третий же умер в 1919 году от испанского гриппа. Затем она уехала на Мальту, где работал её отец и где она заинтересовалась местными древностями.
Когда её отец в 1921 году был назначен королевским профессором медицины в Оксфорде, Гаррод решила получить диплом по антропологии в музее Питт-Риверса при Оксфордском университете, где её преподавателем стал Роберт Рейналф Маретт. Именно Маретт, как считается, вдохновил Гаррод на то, чтобы стать археологом и изучать доисторическую эпоху, и впоследствии она два года работала с ведущим французским археологом в области доисторической эпохи аббатом Анри Брейлем. Брейль к тому времени уже посещал Гибралтар и порекомендовал Гаррод начать исследования в пещере Башни Дьявола, которая находилась всего в 350 метрах от Форбс-Куэрри, где несколько ранее был обнаружен череп неандертальца. Пещера Башни Дьявола была обнаружена Брейлем во время его предыдущей экспедиции.
Именно Гаррод обнаружила важный для науки череп неандертальца, ныне называющийся «Гибралтар 2», в начале 1920-х годов. Она прибыла в Гибралтар для проведения исследований по совету аббата Брейля и обнаружила череп в пещере Башни Дьявола совместно с Уильямом Уиллоуби Коулом Вернером.
В 1925—1926 годах она занималась раскопками в Гибралтаре, а в 1928 году возглавила экспедицию в Южный Курдистан, которая занималась раскопками пещер Хазар-Мерд и Зарзи. В 1938 году ей был введён научный термин «Граветтианская культура» для обозначения культуры палеолита, существовавшей 19-26 тысяч лет назад, образцы которой были обнаружены во многих странах Западной и Центральной Европы.
Важность горы Кармель в качестве археологического памятника доисторической эпохи была открыта лишь по той причине, что англичане посчитали её хорошим источником качественного камня для реализации их планов по превращению Хайфы в главный порт в Палестине. В ходе предварительных исследований, однако, были найдены не только образцы натуфийской культуры, но и доисторические предметы искусства, о чём было напечатано во влиятельном издании Illustrated London News. В Лондоне решили, что здесь не будет устроено никакой каменоломни, а Гаррод было предложено проводить дальнейшие исследования в трёх окрестных пещерах.
Гаррод предприняла раскопки на горе Кармель в Палестине, где, работая в тесном контакте с палеонтологом Доротеей Бэйт, она открыла слои периодов нижнего палеолита, среднего палеолита и эпипалеолита в пещерах Табун, Эль Вад, Схул, Шугба и Кебара. Её работа стала важным вкладом в понимание смены доисторических эпох в регионе. Она также придумала утверждённое название для натуфийской культуры позднего эпипалеолита (от Вади ан-Натуф, района расположения пещеры Шугба) после её раскопок в Скхуле и Эль Ваде. Хронологические рамки, установленные ей во время раскопок в Ливане, остаются до настоящего времени основополагающими для понимания этого доисторического периода. Её раскопки в пещерах Ливана проводились силами почти исключительно рабочих-женщин, набранных из местных деревень, хотя она работала с археологом-мужчиной Франциском Турвилем-Петре на раскопках пещеры Кебара, памятника Кебарской культуры.
После работы на ряде других академических должностей она стала диснеевским профессором археологии в Кембридже в 1939 году, занимая эту должность до 1952 года, за исключением перерыва в конце Второй мировой войны, когда она служила в Женском вспомогательном корпусе британских ВВС в подразделении анализа фотоснимков. В 1949 году она отправилась во Францию для участия в раскопках на атлантическом побережье и впоследствии почти до конца жизни, несмотря на выход на пенсию, участвовала в археологических экспедициях во Франции и южном Ливане.
Дороти Гаррод стала первой женщиной-профессором в Кембридже. Первые женщины-преподаватели появились в Кембриджском университете в 1921 году, а в 1926 Кембриджский университет впервые присвоил женщинам учёные степени, но без сопутствующих привилегий (то есть без права участия в администрации университета). Такое положение дел сохранялось до 1947 года, когда женщинам в Кембриджском университете было предоставлено полноправное членство во всех вопросах.

## Награды и признание

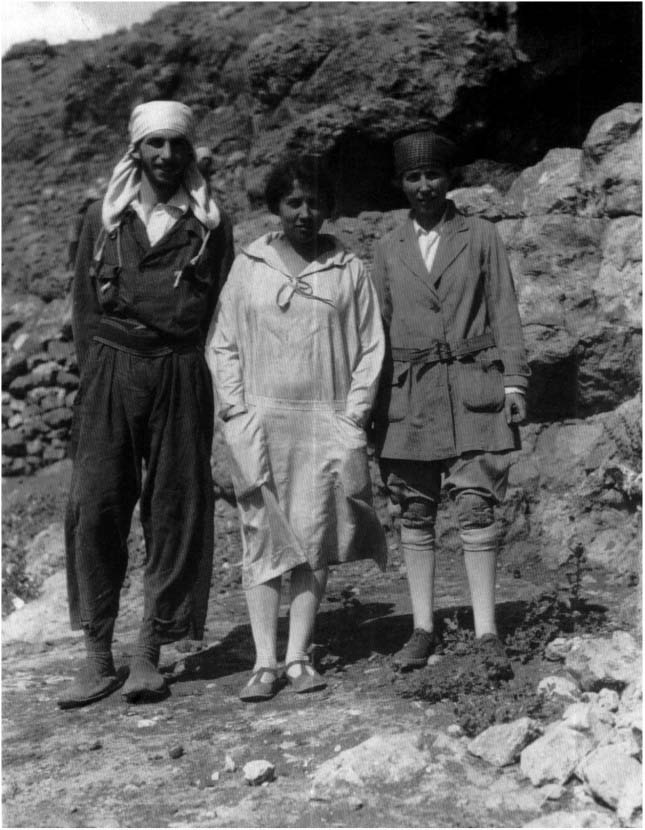
Дороти Гаррод (в центре) вместе с коллегами — Джорджем и Эдной Вудбери (1928).

Гаррод была избрана членом Британской академии наук в 1952 году. В 1965 году она была награждена Орденом Британской империи. В 1969 году на её средства был основан Фонд экспедиций её имени, созданный для финансовой помощи археологическим экспедициям.